# Hasan Piker
Hasan Piker (prononcé /ˈp aɪ k ər/ en anglais, en turc : [haˈsan doˈan piˈcæɾ] ; né le 25 juillet 1991), également connu sous le nom de HasanAbi (« abi » signifie « frère aîné » en turc), est un streamer turco-américain, YouTuber et commentateur politique de gauche.
Il a précédemment travaillé comme journaliste et producteur pour The Young Turks et comme chroniqueur pour le HuffPost. Actuellement, il est l'un des streamers les plus regardés et les plus suivis sur Twitch, où il aborde des sujets politiques, des actualités, des questions sociales, joue à divers jeux vidéo et discute de sujets controversés, souvent d'un point de vue socialiste.

## Jeunesse et éducation
Hasan Doğan Piker est né de parents turcs à New Brunswick, dans le New Jersey, mais a grandi à Istanbul,. La famille de son père a émigré en Turquie depuis Drama, en Grèce. Son père, Mehmet Behçet Piker, est politologue et économiste. Il a siégé au conseil d'administration, en tant que vice-président, de Sabancı Holding, et est membre fondateur du Parti du Futur, un parti de droite en Turquie,. Son oncle est Cenk Uygur du réseau politique et d'information The Young Turks. Piker a déclaré qu'il a été victime d'intimidation lorsqu'il fréquentait une école publique en Turquie, en raison de son manque de forme physique et de ses questionnements sur l'Islam.
Piker est retourné aux États-Unis et a étudié à l'Université de Miami, avant d'être transféré à l'Université Rutgers. Il y a obtenu son diplôme avec distinction en 2013, avec une double spécialisation en sciences politiques et en communication,.

## Carrière

### The Young Turks
Au cours de sa dernière année d'université en 2013, Piker a effectué un stage pour The Young Turks (TYT), une émission d'information progressiste et un réseau cofondé par son oncle, Cenk Uygur. Après avoir obtenu son diplôme, Piker a été embauché par le département des ventes publicitaires et des affaires du réseau. Il a demandé à animer l'émission lorsqu'un remplaçant était nécessaire, devenant par la suite animateur et producteur,. Au début, Uygur a décrit son neveu comme étant "magnétique", bien que "un peu brut de décoffrage".
En 2016, Piker a créé et animé The Breakdown, une série de vidéos du réseau TYT diffusée sur Facebook. Cette série proposait des analyses politiques de gauche, ciblant à l'époque les partisans de la génération Y du candidat à la présidentielle Bernie Sanders,. L'émission a été nommée pour la "Meilleure série Web" aux 10e Shorty Awards en 2018. Piker a également contribué au contenu politique du HuffPost de 2016 à 2018.
En 2019, Piker a créé et animé une autre série pour TYT, intitulée Agitprop with Hasan Piker. En janvier 2020, il a annoncé son départ de TYT et son intention de se concentrer sur sa carrière de streamer sur Twitch.

### Twitch
Piker a commencé à diffuser sur Twitch en mars 2018, alors qu'il était employé chez TYT. Dans une démarche visant à toucher un public plus jeune et à contrebalancer ce qu'il percevait comme une présence disproportionnée de commentateurs politiques de droite sur YouTube, il a choisi de concentrer sur Twitch par rapport à Facebook,,. Il est rapidement devenu un commentateur politique de gauche populaire sur cette plateforme, acquérant une reconnaissance qui l'a conduit à être invité sur des émissions telles que "The Issue Is" de Fox News et le podcast politique "Chapo Trap House",,,.
En 2022, sa chaîne YouTube, où sont compilés les moments forts de ses diffusions, a dépassé le million d'abonnés. Outre ses commentaires politiques, Piker diffuse également du gameplay et des commentaires de jeux vidéo sur sa chaîne Twitch,,. Parfois, il adopte le personnage de "Hank Pecker", une caricature d'un conservateur redneck, pour aborder des perspectives différentes et stimuler le débat,.

#### Différend avec Dan Crenshaw et commentaires sur le 11 septembre
Lors d'une diffusion en direct sur Twitch le 20 août 2019, Piker a exprimé des critiques envers le représentant américain Dan Crenshaw, un ancien membre des SEAL ayant servi en Afghanistan, pour son soutien à l'interventionnisme militaire des États-Unis à l'étranger,,.
Dans le même contexte, Piker a critiqué la politique étrangère des États-Unis au Moyen-Orient dans les années 1980 et 1990, estimant qu'elle avait déstabilisé la région et encouragé l’émergence de groupes terroristes. Il a fait des commentaires controversés concernant les attentats du 11 septembre 2001, allant jusqu'à dire que « l'Amérique méritait le 11 septembre »,. Ces remarques ont suscité l'indignation sur les réseaux sociaux et ont été largement médiatisées, notamment par Fox News et divers autres médias. Crenshaw a qualifié les commentaires de Piker de « défense dégoûtante des attaques terroristes du 11 septembre contre les Américains ». Piker a défendu ses commentaires en les présentant comme étant satiriques et a mis en avant la politique étrangère américaine comme contribuant aux conditions propices à un événement comme le 11 septembre, mais a admis qu'il aurait dû utiliser un langage « plus précis »,. Se filmant pendant des heures tous les jours, il avait déploré la récupération de simples extraits de quelques secondes déformant le sens général de son propos. En réponse à ces polémiques, Twitch a suspendu Piker pendant une semaine en raison de ses commentaires.

#### Collaboration avec des représentants américains
Le 19 octobre 2020, la représentante américaine Alexandria Ocasio-Cortez a collaboré avec Piker ainsi que la streameuse Twitch Pokimane pour organiser un live dans le cadre de l'initiative "Get out the vote",. Cette diffusion mettant en vedette Ocasio-Cortez et la représentante américaine Ilhan Omar jouant à Among Us aux côtés de Piker et de nombreux autres streamers Twitch influents. Diffusé le lendemain, cet événement a attiré une audience simultanée totale de près de 700 000 spectateurs,,.

#### Couverture du débat présidentiel américain de 2020
Lors du premier débat présidentiel des États-Unis en 2020, le 29 septembre, Piker a rassemblé plus de 125 000 téléspectateurs pour regarder son commentaire de l'événement, ce qui en a fait l'audience la plus élevée pour ce débat sur Twitch. Son stream couvrant les résultats de l'élection présidentielle américaine de 2020 a atteint un pic de 230 000 téléspectateurs simultanés, le plaçant comme la sixième source de couverture électorale la plus regardée sur YouTube et Twitch, représentant 4,9 % de part de marché,,. Pendant la semaine électorale, il était le streamer Twitch le plus regardé, ses 80 heures de streaming ayant été visionnées pendant 6,8 millions d'heures cumulées, avec une moyenne de 75 000 téléspectateurs simultanés,. Le flux de Piker a atteint un nouveau record de 231 000 téléspectateurs lors de l'attaque du Capitole des États-Unis le 6 janvier.

#### Utilisation du mot «cracker»
Le 13 décembre 2021, Piker a été temporairement banni de Twitch pour avoir utilisé à plusieurs reprises l'épithète raciale "cracker" lors de ses streams. Piker a argumenté que ce terme ne devrait pas être perçu comme une insulte, car selon lui, l'utilisation de celui-ci témoigne de l'impuissance de la personne qui le profère et exprime une libération de la frustration due à l'oppression historique,. De plus, il a soutenu que "cracker" ne devrait pas être assimilé à d'autres insultes raciales, affirmant que "c'est quelque chose dont j'ai parlé tant de fois parce que c'est comme si les garçons blancs adoraient dire : 'Cracker est la même chose que le n-word', C'est vraiment stupide. L'étymologie du mot est différente… Il vient de 'whip cracker'. Dans cette situation, le pouvoir est toujours entre les mains de la personne blanche, alors que ce mot en 'n' est déshumanisant."

#### Couverture des conflits militaires
Lors de l'invasion russe de l'Ukraine, Piker a collaboré avec CARE pour collecter plus de 200 000 $ en fonds de secours ukrainiens en jouant à Elden Ring. Sa couverture du conflit a attiré en moyenne plus de 70 000 spectateurs, contribuant ainsi à sensibiliser et à mobiliser un soutien financier pour les personnes touchées par la crise en Ukraine,,,.
Pendant la guerre entre Israël et le Hamas en 2023-2024, la campagne de collecte de fonds de Piker sur sa chaîne a réussi à amasser plus de 1 000 000 $, au 21 octobre 2023. Ces fonds ont été destinés au Fonds de secours pour les enfants palestiniens, à l'aide américaine aux réfugiés du Proche-Orient, à l'assistance médicale pour les Palestiniens et à la société du Croissant-Rouge palestinien,. En outre, Piker a abordé le conflit lors d'interviews sur BBC News et sur Piers Morgan Uncensored, aux côtés d'Ehud Barak, ancien Premier ministre d'Israël. Les commentaires de Hasan Piker sur la guerre à Gaza font par ailleurs polémique, ayant justifié l'attaque du Hamas du 7 octobre 2023 selon Fox News Channel alors qu'il n'aurait que défendu le peuple palestinien et critiqué des dirigeants israéliens d'après NBC News, il est ainsi accusé d'antisémitisme de la part de la presse et d'autres streameurs,,,.

#### Commentaires en mars 2025 sur Rick Scott et bannissement temporaire
En mars 2025, Piker est temporairement banni de la plateforme Twitch après avoir déclaré lors d'un stream que « si vous vous souciez de la fraude à Medicare et Medicaid, vous tueriez Rick Scott », sénateur républicain de Floride. Ces propos étaient une réaction à une intervention du président de la Chambre des représentants, Mike Johnson. Le bannissement prend fin après un jour.
Par la suite, Piker présente ses excuses sur ses réseaux sociaux et clarifie son propos en déclarant que « si Mike Johnson se souciait réellement de la fraude à Medicaid, il exigerait la peine maximale pour Rick Scott, responsable de la plus grande fraude à Medicare dans l'histoire des États-Unis ». Il fait ainsi référence à des fraudes impliquant Scott et Medicare dans les années 1990.

### Autres activités
À la suite du tremblement de terre en Turquie et en Syrie le 6 février 2023, Piker a organisé une collecte de fonds soutenue et promue par d'autres streamers et créateurs de contenu, notamment Jacksepticeye, Valkyrae, Ludwig Ahgren et IShowSpeed. Le 10 février 2023, cette collecte avait permis de récolter plus de 1 200 000 $ pour des œuvres caritatives telles que les branches turque et syrienne de Care International, ainsi que deux ONG turques : l'association de recherche et de sauvetage AKUT et Ahbap, fondée par le musicien turc Haluk Levent,,.
Depuis 2021, Piker anime le podcast Fear& (anciennement Fear& Malding) aux côtés de son ami et collègue streamer Will Neff. En 2023, les streamers QTCinderella et AustinShow ont rejoint le podcast en tant que co-animateurs. Du 26 septembre 2021 au 12 octobre 2023, Piker a co-animé le podcast politique de centre gauche Leftovers avec Ethan Klein,. Après un épisode sur la guerre à Gaza depuis 2023, le podcast a été interrompue définitivement.
Le 8 novembre 2021, Piker a lancé une gamme de produits fabriqués par le syndicat Ideologie et a fait don d'une partie des fonds récoltés à des caisses de grève, accumulant ainsi plus de 180 000 $,,.

## Opinions politiques
Hasan Piker est identifié comme un progressiste, de gauche, un socialiste démocrate ou encore comme un socialiste,,,. Pour Le Figaro, il assume « une vision radicalement à gauche, qui vire à la subversion ». Il a plaidé en faveur de la couverture universelle des soins de santé, du féminisme intersectionnel, des droits LGBTQ+, des droits des musulmans et du contrôle des armes à feu. Il s'est également prononcé contre la guerre, l'impérialisme américain, l'islamophobie, la suprématie blanche, le fascisme et le capitalisme.
Piker a cité son éducation en Turquie sous la présidence de Recep Tayyip Erdoğan comme une influence majeure sur ses opinions de gauche et sur sa volonté de les exprimer,. Durant sa jeunesse en Turquie il regarde régulièrement des films politiques interdits par le régime.
Il a soutenu Bernie Sanders aux primaires présidentielles de 2016 et 2020 et a critiqué ouvertement les partis démocrate et républicain,,. Piker s'est opposé à l'interdiction de voyager imposée par Donald Trump en 2017 et a dénoncé l'islamophobie ainsi que les stéréotypes offensants et les attitudes hostiles envers les musulmans. Il a manifesté son soutien aux musulmans et à leurs droits, notamment aux États-Unis,.
Militant pro-palestinien et soutien à la population de Gaza, il est accusé d'avoir relayé des vidéos de propagande du Hamas et une autre des Houthis du Yémen comprenant le slogan du mouvement dont un passage est antisémite, et tenu lui-même des propos virulents, hostiles aux sionistes et à Israël, dont Le Figaro considère qu’ils « confinent à l’antisémitisme ». Lui affirme être, s'agissant de la guerre à Gaza, « du côté des civils, je veux que le bain de sang interminable cesse. Je suis un pacifiste ». Les streameurs pro-israéliens "Destiny" et "Dan Saltman" l'accusent d'antisémitisme,,,.
En mai 2025, il est interpellé par la police américaine pour être interrogé sur ses opinions politiques.

## Réception
Les médias consacrés à la culture du jeu vidéo et à la culture des jeunes ont couvert positivement les streams de Piker. Les journalistes ont particulièrement noté sa capacité à « combiner information et divertissement » et à présenter la couverture politique de gauche de manière pertinente et accessible aux spectateurs de Twitch, souvent déconnectés des informations traditionnelles de la télévision,,,. Certains auteurs soulignent également que son style d'expression vulgaire et animé, ainsi que son apparence physique, contribuent à sa popularité,.

## Vie privée
Piker a été élevé comme musulman et travaille avec les Muslims for Progressive Values. D'origine turque,, il est le neveu de Cenk Uygur, homme politique et co-créateur de The Young Turks.
En août 2021, Piker a acheté une maison de 2,7 millions de dollars à West Hollywood, en Californie. Cet achat a été critiqué en ligne par des personnes estimant que son style de vie somptueux semblait en contradiction avec ses opinions socialistes,,,. Des critiques similaires ont émergé en février 2022 lorsqu'il a été révélé que Piker avait acheté une Porsche Taycan. De plus, il a été critiqué après une fuite d'informations à grande échelle de Twitch, qui incluait ses revenus financiers parmi ceux de nombreux autres streamers. Piker a répondu en déclarant que ses revenus ont toujours été transparents, car son nombre d'abonnés était continuellement affiché à l'écran.

## Filmographie

### Vidéos musicales
| Année | Titre     | Artistes)    | Rôle |        |
| ----- | --------- | ------------ | ---- | ------ |
| 2022  | " Dolls " | Bella Poarch |      | [ 77 ] |